# الجبال الوسطى

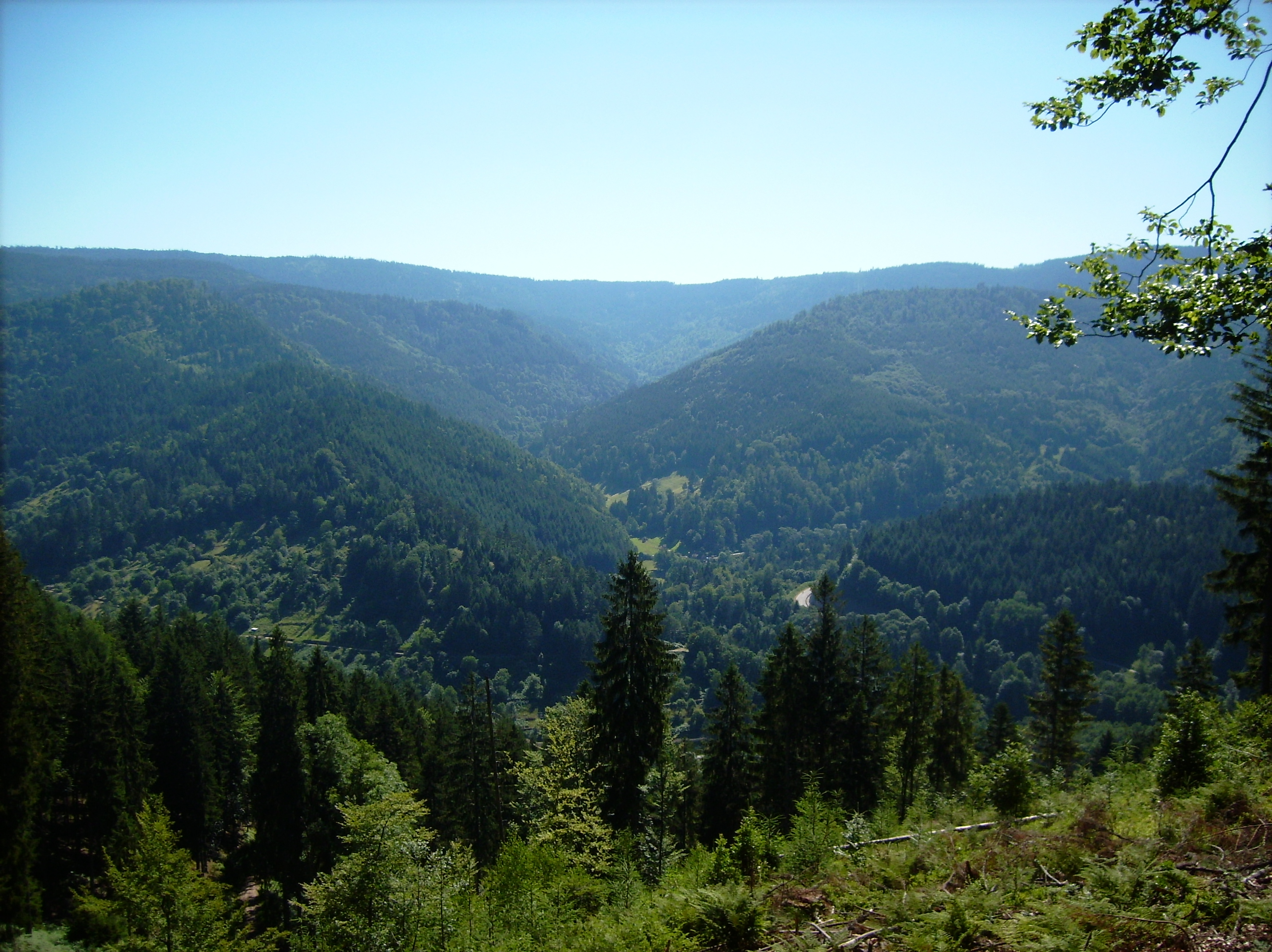
وادي مورج في نطاق الغابة السوداء

جبال الوسطى (بالألمانية: Mittelgebirge) (المصطلح الألماني : "Mittel" - متوسط / متوسط، "Gebirge" - سلسلة جبال) هي سلسلة جبال منخفضة أو منطقة هضبة منخفضة نسبيًا وهي ميزة جغرافية نموذجية لأوروبا الوسطى، وخاصة وسط وجنوب ألمانيا.

## الخصائص
المصطلح غير دقيق، ولكنه يشير عادةً إلى التضاريس حيث ترتفع القمم 200 متر (660 قدم) على الأقل إلى 500 متر (1,600 قدم) فوق التضاريس المحيطة (على عكس مستوى سطح البحر). عادة لا تصل القمم إلى خط الشجر. في المقابل، يستخدم Hochgebirge للإشارة إلى سلاسل الجبال التي ترتفع فوق 1,500 متر (4,900 قدم) تقريبًا إلى 1,800 متر (5,900 قدم).